# Antonín Šindelář (politik)
Antonín Šindelář (26. prosince 1896 Praha-Vyšehrad – 7. dubna 1955 Valdice) byl český politik, podnikatel a stavitel odsouzený v politickém procesu k trestu odnětí svobody ve výši 16 let. 

## Životopis
Narodil se 26. prosince 1896 v pražském Vyšehradě do rodiny obuvníka Karla Šindeláře a jeho manželky Marie, rozené Šafránkové. Tři roky navštěvoval měšťanskou školu, poté se vyučil řemeslníkem. V roce 1915 začal navštěvovat průmyslovou školu, studium nicméně přerušil již o rok později, protože do roku 1919 plnil vojenskou službu. V roce 1920 studium úspěšně ukončil a oženil se s Marií Vaňkovou. V následujícím roce se jim narodila dcera Jitka. Byl aktivním členem Sokola a členem rybářského spolku v Praze.
Po přerušení studia sloužil v letech 1916 až 1919 v rakouské armádě, přičemž v období první světové války bojoval jako poddůstojník na italské frontě. V roce 1920 vstoupil do České strany národně socialistické. V roce 1921 začal pracovat ve stavební firmě, kterou vlastnil jeho bratr Václav Šindelář, později začal podnikat sám. Podílel  významně se spolu se svým bratrem Václavem na stavbě vilové osady Dobeška. V roce 1932 byl zvolen prvním náměstkem starosty Prahy XV. Po konci druhé světové války se začal ve straně angažovat hlouběji, když se stal okresním důvěrníkem, členem krajského výboru i ústředního výboru strany a členem ústředního národního výboru v hlavním městě.

### Po únoru 1948
Po komunistickém převratu mu byl znárodněn stavební podnik, dům a pozemky. Stal se stavbyvedoucím v Československých stavebních závodech. Zatčen byl v červnu 1950. Obžaloba jej vinila z podílu ne ilegální činnosti národněsocialistické strany a ze spolupráce se skupinou Milady Horákové. Již v červenci 1950 (rozsudek Státního soudu z 27.7. 1950) byl odsouzen za velezradu k trestu odnětí svobody v délce trvání šestnácti let. Zároveň byl zbaven občanských práv a propadnul mu veškerý majetek. Trest si odpykával ve věznici Bory. V lednu 1951 zemřel jeho bratr Václav krátce poté, co Antonína ve vězení navštívil. V září 1953 byl převezen do věznice v Opavě a v lednu 1955 do Valdic. Již od nástupu do výkonu trestu byl těžce nemocný, trpěl anginou pectoris. Jeho zdravotní stav se rychle zhoršoval a zemřel ve vězeňské nemocnici v dubnu 1955.
Po sametové revoluci byl rehabilitován v roce 1991. V dubnu 2024 byla v jeho bývalém bydlišti instalována pamětní deska v rámci projektu Poslední adresa.